# Tua Pejat
Tua Pejat of Tuapejat is een plaats in het regentschap Kepulauan Mentawai (Mentawai-eilanden). Het is gelegen op het Indonesische eiland Sipora. Tuapejat telt 4344 inwoners (volkstelling 2010).
Stadsgemeenten: Bukittinggi · Padang · Padang Panjang · Pariaman · Payakumbuh · Sawahlunto · Solok

Regentschappen: Agam · Dharmasraya · Limapuluh Kota · Kepulauan Mentawai · Padang Pariaman · Pasaman · Pasaman Barat · Sijunjung · Solok · Solok Selatan · Tanah Datar · Zuid-Pesisir